# Caiá (estado)
Caiá (em birmanês: Kayah) é um estado da Birmânia (ou Mianmar), cuja capital é Loikaw. Segundo censo de 2019, havia 320 216 habitantes.